# Sound Elixir
Sound Elixir è il quattordicesimo album in studio del gruppo rock scozzese Nazareth, pubblicato nel 1983.

## Tracce
1. All Nite Radio – 4:07
2. Milk and Honey – 4:04
3. Whippin' Boy – 4:41
4. Rain on the Window – 4:21
5. Backroom Boys – 3:19
6. Why Don't You Read the Book? – 3:42
7. I Ran – 4:26
8. Rags to Riches – 3:22
9. Local Still – 3:29
10. Where Are You Now – 3:53

## Formazione
- Dan McCafferty - voce
- Manny Charlton - chitarre
- Pete Agnew - basso, cori
- Darrell Sweet - batteria, percussioni
- Billy Rankin - chitarra, cori, tastiere